# Formel 1 2014
Formel 1 2014 var den 65. sæson af FIA's Formel 1-verdensmesterskab. Sæsonen startede 16. marts i Australien og blev afsluttet 23. november i Abu Dhabi. 22 kører og 11 konstruktører konkurrerede over 19 løb om verdensmesterskabstitlen i henholdsvis kørermesterskabet og konstruktørmesterskabet. Sæsonen blev domineret af Mercedes-teamet, som sikrede sig konstruktørmesterskabet med klar margin. Mercedes-kørerne Lewis Hamilton og Nico Rosberg kæmpede om titlen i kørermesterskabet, og det var først i det sidste løb i Abu Dhabi at Hamilton tog sejren i mesterskabet.
Til 2014-sæsonen blev der introduceret et helt nyt motorreglement, hvor de 2,4 liters V8-motorer som blev brugt fra 2006 til 2013 blev erstattet med 1,6 liters V6-motorer med turbo og indbygget energigenvindingssystem. Løbskalenderen for 2014 var betydelig ændret i forhold til 2013-sæsonen. Ruslands Grand Prix blev kørt for første gang på Sochi Autodrom i Sotji, og Østrigs Grand Prix vendte tilbage med et løb på Red Bull Ring i Spielberg. Indiens Grand Prix og Koreas Grand Prix var væk fra 2014-kalenderen.

## Konstruktører og kørere
Følgende konstruktører og kørere kørte i 2014-sæsonen.
| Land           | Team                          | Konstruktør          | Chassis | Motor                  | Dæk | Nr.        | Land                                        | Kørere                                                      |
| -------------- | ----------------------------- | -------------------- | ------- | ---------------------- | --- | ---------- | ------------------------------------------- | ----------------------------------------------------------- |
| Malaysia       | Caterham F1 Team              | Caterham–Renault     | CT05    | Renault Energy F1-2014 | P   | 9 10 45 46 | Sverige · Japan · Tyskland · Storbritannien | Marcus Ericsson Kamui Kobayashi André Lotterer Will Stevens |
| Italien        | Scuderia Ferrari              | Ferrari              | F14 T   | Ferrari 059/3          | P   | 7 14       | Finland · Spanien                           | Kimi Räikkönen Fernando Alonso                              |
| Indien         | Sahara Force India F1 Team    | Force India–Mercedes | VJM07   | Mercedes PU106A Hybrid | P   | 11 27      | Mexico · Tyskland                           | Sergio Pérez Nico Hülkenberg                                |
| Storbritannien | Lotus F1 Team                 | Lotus–Renault        | E22     | Renault Energy F1-2014 | P   | 8 13       | Frankrig · Venezuela                        | Romain Grosjean Pastor Maldonado                            |
| Rusland        | Marussia F1 Team              | Marussia–Ferrari     | MR03    | Ferrari 059/3          | P   | 4 17       | Storbritannien · Frankrig                   | Max Chilton Jules Bianchi                                   |
| Storbritannien | McLaren Mercedes              | McLaren–Mercedes     | MP4-29  | Mercedes PU106A Hybrid | P   | 20 22      | Danmark · Storbritannien                    | Kevin Magnussen Jenson Button                               |
| Tyskland       | Mercedes AMG Petronas F1 Team | Mercedes             | F1 W05  | Mercedes PU106A Hybrid | P   | 6 44       | Tyskland · Storbritannien                   | Nico Rosberg Lewis Hamilton                                 |
| Østrig         | Infiniti Red Bull Racing      | Red Bull–Renault     | RB10    | Renault Energy F1-2014 | P   | 1 3        | Tyskland · Australien                       | Sebastian Vettel Daniel Ricciardo                           |
| Schweiz        | Sauber F1 Team                | Sauber–Ferrari       | C33     | Ferrari 059/3          | P   | 21 99      | Mexico · Tyskland                           | Esteban Gutiérrez Adrian Sutil                              |
| Italien        | Scuderia Toro Rosso           | Toro Rosso–Renault   | STR9    | Renault Energy F1-2014 | P   | 25 26      | Frankrig · Rusland                          | Jean-Éric Vergne Daniil Kvjat                               |
| Storbritannien | Williams F1 Team              | Williams–Mercedes    | FW36    | Mercedes PU106A Hybrid | P   | 19 77      | Brasilien · Finland                         | Felipe Massa Valtteri Bottas                                |

### Konstruktørændringer
- Cosworth valgte ikke at bygge en motor i henhold til det nye 2014-regelværk.[49] Denne afgørelsen gjorde at Marussia, som var det eneste team som brugte Cosworth-motorer i 2013-sæsonen, måtte skaffe sig en ny motorleverandør.[50] De valgte Ferrari, som skal forsyne teamet med motorer for 2014 og årene fremover.[25]
- Scuderia Toro Rosso indgik en aftale med Renault for motorer i 2014, og afsluttede dermed sit forhold til Ferrari, teamets motorleverandør de siste syv år.[37]
- Williams, som i to sæsoner havde haft Renault som motorleverandør, skiftede til Mercedes i det som beskrives som en "langsigtet aftale".[47] Aftalen blev indgået efter at Renault offentliggjorde at de ønskede at reducere antallet af teams de var motorleverandør til, til tre i 2014,[51] men den franske producent bestemte sig senere for at levere til fire.[22]
- I 2011 etablerede Craig Pollock, tidligere teamchef for British American Racing, selskabet Propulsion Universelle et Recuperation d'Energie (PURE), og signaliserede at han i 2014 havde til hensigt at gå ind som motorleverandør i F1, med fuld støtte fra FIA.[52] På grund af problemer med finansieringen blev udviklingen af motoren imidlertid suspenderet i juli 2012, og selskabet formåede ikke at sikre sig noen kunder.[53]

### Kørerændringer
- Felipe Massa forlod Ferrari efter 2013-sæsonen efter otte år som kører for teamet.[54] Han gik til Williams,[48] hvor han erstattede Pastor Maldonado, som igen gik til Lotus F1, hvor han overtog sædet efter tidligere verdensmester Kimi Räikkönen.[23] Räikkönen gik tilbage til Ferrari, et team han kørte for fra 2007 til 2009.[14] Med Räikkönen og Fernando Alonso som teampartnere var dette første gang siden 1954 at Ferrari hadde to tidligere verdensmestre på teamet.
- Mark Webber stoppede som Formel 1-kører efter tolv sæsoner, hvoraf de siste syv med Red Bull Racing. Han gik til FIA World Endurance Championship for at køre for Porsche i deres helt nye Le Mans Prototype, Porsche 919 Hybrid.[55] Hans sæde blev overtaget af Daniel Ricciardo, som havde kørt for Toro Rosso i to år.[39] Ricciardo bliver dermed den anden kører som går fra Red Bull Junior Team til et sæde i hovedteamet.[56] Som Ricciardos erstatning valgte Scuderia Toro Rosso den unge russer Daniil Kvjat, som vandt GP3-mesterskabet i 2013.[57]
- Sergio Pérez forlod McLaren efter bare én sæson,[58] og gik til Force India.[19] Han blev erstattet af danske Kevin Magnussen, som i 2013 vandt Formel Renault 3,5-liter og som også er medlem af McLarens Young Driver Progamme.[31] udover Sergio Pérez skrev Force India også med Nico Hülkenberg, som vendte tilbage til teamet efter en sæson med Sauber.[20] Som følge af aftalerne med Hülkenberg og Pérez, mistede Paul di Resta og Adrian Sutil dermed sine sæder i teamet. Sutil sikrede seg senere et sæde hos Sauber,[43] mens Resta forlod Formel 1 og gik tilbage til DTM-mesterskabet.[59]
- Kamui Kobayashi vendte tilbage til Formel 1 med Caterham, efter at have kørt i World Endurance Championship i 2013.[10] Som partner fik han den mangeårige GP2-kører Marcus Ericsson, som dermed blev den første svenske kører i Formel 1 siden Stefan Johansson stoppede i 1991.[10] Dette medførte at både Giedo van der Garde og Charles Pic stod uden sæder, og begge blev senere reservekørere for andre teams; van der Garde for Sauber,[60] og Pic for Lotus.[61]

## Løbskalender og resultatsammendrag
Følgende 19 Grand Prix-løb blev arrangeret i 2014.
| Runde                                         | Grand Prix                 | Bane           | Dato          | Vinder           | Konstruktør | Pole position  | Hurtigste omgang | Rapport |
| --------------------------------------------- | -------------------------- | -------------- | ------------- | ---------------- | ----------- | -------------- | ---------------- | ------- |
| 1                                             | Australiens Grand Prix     | Melbourne      | 16. marts     | Nico Rosberg     | Mercedes    | Lewis Hamilton | Nico Rosberg     | Rapport |
| 2                                             | Malaysias Grand Prix       | Sepang         | 30. marts     | Lewis Hamilton   | Mercedes    | Lewis Hamilton | Lewis Hamilton   | Rapport |
| 3                                             | Bahrains Grand Prix        | Bahrain        | 6. april      | Lewis Hamilton   | Mercedes    | Nico Rosberg   | Nico Rosberg     | Rapport |
| 4                                             | Kinas Grand Prix           | Shanghai       | 20. april     | Lewis Hamilton   | Mercedes    | Lewis Hamilton | Nico Rosberg     | Rapport |
| 5                                             | Spaniens Grand Prix        | Barcelona      | 11. maj       | Lewis Hamilton   | Mercedes    | Lewis Hamilton | Sebastian Vettel | Rapport |
| 6                                             | Monacos Grand Prix         | Monaco         | 25. maj       | Nico Rosberg     | Mercedes    | Nico Rosberg   | Kimi Räikkönen   | Rapport |
| 7                                             | Canadas Grand Prix         | Montreal       | 8. juni       | Daniel Ricciardo | Red Bull    | Nico Rosberg   | Felipe Massa     | Rapport |
| 8                                             | Østrigs Grand Prix         | Red Bull Ring  | 22. juni      | Nico Rosberg     | Mercedes    | Felipe Massa   | Sergio Pérez     | Rapport |
| 9                                             | Storbritanniens Grand Prix | Silverstone    | 6. juli       | Lewis Hamilton   | Mercedes    | Nico Rosberg   | Lewis Hamilton   | Rapport |
| 10                                            | Tysklands Grand Prix       | Hockenheimring | 20. juli      | Nico Rosberg     | Mercedes    | Nico Rosberg   | Lewis Hamilton   | Rapport |
| 11                                            | Ungarns Grand Prix         | Hungaroring    | 27. juli      | Daniel Ricciardo | Red Bull    | Nico Rosberg   | Nico Rosberg     | Rapport |
| 12                                            | Belgiens Grand Prix        | Spa            | 24. august    | Daniel Ricciardo | Red Bull    | Nico Rosberg   | Nico Rosberg     | Rapport |
| 13                                            | Italiens Grand Prix        | Monza          | 7. september  | Lewis Hamilton   | Mercedes    | Lewis Hamilton | Lewis Hamilton   | Rapport |
| 14                                            | Singapores Grand Prix      | Singapore      | 21. september | Lewis Hamilton   | Mercedes    | Lewis Hamilton | Lewis Hamilton   | Rapport |
| 15                                            | Japans Grand Prix          | Suzuka         | 5. oktober    | Lewis Hamilton   | Mercedes    | Nico Rosberg   | Lewis Hamilton   | Rapport |
| 16                                            | Ruslands Grand Prix        | Sotji          | 12. oktober   | Lewis Hamilton   | Mercedes    | Lewis Hamilton | Valtteri Bottas  | Rapport |
| 17                                            | USA's Grand Prix           | Austin         | 2. november   | Lewis Hamilton   | Mercedes    | Nico Rosberg   | Sebastian Vettel | Rapport |
| 18                                            | Brasiliens Grand Prix      | Interlagos     | 9. november   | Nico Rosberg     | Mercedes    | Nico Rosberg   | Lewis Hamilton   | Rapport |
| 19                                            | Abu Dhabis Grand Prix      | Abu Dhabi      | 23. november  | Lewis Hamilton   | Mercedes    | Nico Rosberg   | Daniel Ricciardo | Rapport |
| Kilder løbskalender Kilder resultatsammendrag |                            |                |               |                  |             |                |                  |         |

### Ændringer i løbskalenderen
- Efter et fravær på ti år var Østrigs Grand Prix tilbage på kalenderen. Løbet blev kjørt på Red Bull Ring,[63][66] som også var scenen for Østrigs Grand Prix frem til 2003, da banen hed A1-Ring.
- Bahrains Grand Prix blev kørt som et aftenløb i projektørlys, som Singapores Grand Prix.[67] Beslutningen om dette blev taget som en måde at markere løbets 10-års jubilæum.[68]
- Tysklands Grand Prix blev i 2014 kørt på Hockenheimring, i henhold til løbsdelingsaftalen med Nürburgring som blev indgået i 2008, og som indebærer at de to baner arrangerer løbet hvert andet år hver.[69]
- Indiens Grand Prix blev ikke holdt i 2014.[70]
- Koreas Grand Prix og Mexicos Grand Prix var med på den provisoriske kalender som blev udgivet i september 2013, men blev senere fjernet fra den endelige kalender som blev publiceret i december.[4][71]
- Det nye Ruslands Grand Prix kom ind på kalenderen mod slutningen af sæsonen, med et løp som blev kørt på Sochi Autodrom, som går omkring den olympiske park i Sotji.[72][73] Dette er første gang landet er væreter for en Formel 1-runde.[2] Den Internationale Olympiske Komité havde varslet at de ville sørge for at løbet blev udsat til 2015 hvis de følte at opførelsen af banen og faciliteterne forstyrrede forberedelserne til Vinter-OL 2014,[74] men de olympiske anlæg blev fuldført og konkurrencerne gik uforstyrret af arbejdet med banen.

## Billeder

### Biler
- Red Bull RB10
- Mercedes F1 W05 Hybrid
- Ferrari F14 T
- Lotus E22
- McLaren MP4-29
- Force India VJM 07
- Sauber C33
- Toro Rosso STR9
- Williams FW36
- Marussia MR03
- Caterham CT05

### Baner
- Melbourne Grand Prix Circuit
- Sepang International Circuit
- Bahrain International Circuit
- Shanghai International Circuit
- Circuit de Catalunya
- Circuit de Monaco
- Circuit Gilles Villeneuve
- Red Bull Ring
- Silverstone Circuit
- Hockenheimring
- Hungaroring
- Circuit de Spa-Francorchamps
- Autodromo Nazionale Monza
- Marina Bay Street Circuit
- Suzuka Circuit
- Sochi Autodrom
- Circuit of the Americas
- Autódromo José Carlos Pace
- Yas Marina Circuit

### Kørere
- 1. Sebastian Vettel,
Red Bull-Renault
- 3. Daniel Ricciardo,
Red Bull-Renault
- 6. Nico Rosberg,
Mercedes
- 44. Lewis Hamilton,
Mercedes
- 7. Kimi Räikkönen,
Ferrari
- 14. Fernando Alonso,
Ferrari
- 8. Romain Grosjean,
Lotus-Renault
- 13. Pastor Maldonado,
Lotus-Renault
- 20. Kevin Magnussen,
McLaren-Mercedes
- 22. Jenson Button,
McLaren-Mercedes
- 11. Sergio Pérez,
Force India-Mercedes
- 27. Nico Hülkenberg,
Force India-Mercedes
- 21. Esteban Gutiérrez,
Sauber-Ferrari
- 99. Adrian Sutil,
Sauber-Ferrari
- 25. Jean-Éric Vergne,
Toro Rosso-Renault
- 26. Daniil Kvjat,
Toro Rosso-Renault
- 19. Felipe Massa,
Williams-Mercedes
- 77. Valtteri Bottas,
Williams-Mercedes
- 4. Max Chilton,
Marussia-Ferrari
- 17. Jules Bianchi,
Marussia-Ferrari
- 9. Marcus Ericsson,
Caterham-Renault
- 10. Kamui Kobayashi,
Caterham-Renault
- 45. André Lotterer,
Caterham-Renault
- 46. Will Stevens,
Caterham-Renault